# FTX (företag)
FTX Trading Ltd. är ett bahamanskt företag som var verksam som en kryptovalutabörs mellan maj 2019 och den 11 november 2022 när FTX tvingades ansöka om konkursskydd. I konkurshandlingarna hävdade FTX att de hade fordringar på 10–50 miljarder amerikanska dollar från fler än 100 000 fordringsägare. FTX var en av världens största kryptovalutabörser med genomförda transaktioner för totalt 627 miljarder dollar.
Företaget grundades av Sam Bankman-Fried och Zixiao "Gary" Wang och var initialt en del av Bankman-Frieds andra företag Alameda Research. Den 8 november 2022 kontaktade FTX konkurrenten Binance om ett erbjudande att köpa upp FTX:s icke-amerikanska del men Binance avböjde dock dagen därpå. Den 12 november blev Bankman-Fried arresterad på Bahamas och två dagar senare åtalad för åtta åtalspunkter, däribland bedrägeri och stämpling, av amerikanska federala åklagare.
I mars 2021 köpte FTX namnrättigheterna till inomhusarenan FTX Arena i Miami, Florida i USA för 135 miljoner dollar. I och med konkursen beslutade arenans ägare att riva kontraktet.